# Doftranka
Doftranka (Marsdenia floribunda) är en art i familjen oleanderväxter från Madagaskar. Den odlas i Sverige som krukväxt. Den fördes tidigare till doftrankesläktet (Stephanotis), som numera uppgått i Marsdenia.
Doftrankan är en städsegrön, klättrande buske till fyra meter lång, med giftig mjölksaft. Bladen är enkla, motsatta, helbräddade, mörkt gröna, läderartade och kan bli 15 cm långa. Blommorna bli ca sex cm långa, de sitter många tillsammans i flockar och är mycket väldoftande. Kronorna är vita, rörformade med ett utbrett, femflikigt bräm. 
Sorten 'Variegata' - har blad med vita fläckar.

## Odling
Placeras ljust, men skyddas från starkt solljus. Den tål rumstemperatur bra, men bör hållas svalt vintertid, dock minst 13°C. Vattnas rikligt men bör torka upp lätt mellan vattningarna. Doftrankan planteras i vanlig krukväxtjord. 
Förökas med sticklingar eller avläggare, som dock kan vara svåra att rota. Frösådd går också bra.

## Synonymer
- Ceropegia stephanotis Poir. ex Decne.
- Isaura alliacea Steud.
- Isaura allicia Comm. ex Poir.
- Marsdenia isaura (Decne.) Choux.
- Stephanotis floribunda Brongn.
- Stephanotis isaura Decne.